# Friedrich Heinrich Ludwig Wilhelm von Trott zu Solz
Friedrich Heinrich Ludwig Wilhelm von Trott zu Solz (* 10. November 1794 in Marburg; † 12. September 1855 in Solz) war ein deutscher Politiker und Minister im Kurfürstentum Hessen.

## Leben
Trotts Vater war der Oberappellationsgerichtsrat Wilhelm Friedrich von Trott zu Solz (1762–1825), seine Mutter Charlotte von Porbeck. Seine Brüder waren Wilhelm Friedrich (1802–1884, Offizier und Landtagsabgeordneter) und Otto Bernhard Georg (1810–1876, Landtagsabgeordneter).
Er war seit 1822 verheiratet mit Friederike Christiane Charlotte Emilie von Baumbach (1799–1871). Aus der Ehe gingen zwei Söhne und die Tochter Agnes Friederike Caroline (1828–1907, ⚭ 1835 Bodo von Trott zu Solz) hervor. Der Sohn Friedrich von Trott zu Solz (1835–1894) wurde preußischer Konsistorialpräsident in Kassel.
Friedrich von Trott studierte seit 1811 an der Philipps-Universität Marburg und setzte sein Studium seit 1813 an Georg-August-Universität Göttingen fort. Er nahm 1814 als Freiwilliger am Frankreich-Feldzug im Rahmen der Befreiungskriege teil. Seit 1821 war er als Obergerichtsrat in Kassel tätig und übte seit 1825 das Amt des Obervorstehers der adeligen Stifter Kaufungen und Wetter aus. In den Jahren 1830–1832 und 1838–1848 saß er für die Stifter in der kurhessischen Ständeversammlung und war 1831/32 sowie 1847/48 deren Präsident.
Im Februar 1832 ernannte ihn der Kurprinz und Mitregent Friedrich Wilhelm zum provisorischen Vorstand des Justizministeriums, nach seiner Ablösung durch Ludwig Hassenpflug, am 16. Mai 1832 zum Außenminister. Dieses Amt behielt er bis März 1836. 1850 wurde er zum kurhessischen Gesandten bei der Deutschen Bundesversammlung in Frankfurt am Main ernannt, 1852 versah er zugleich die Gesandtschaft in Darmstadt.